# Australasian Plant Pathology
Australasian Plant Pathology (abreviado Australas. Pl. Pathol.) es una revista con ilustraciones y descripciones botánicas que es editada en Perth desde el año 1972. Fue precedida por Newsletter, Australian Plant Pathology Society. Sydney, N.S.W.
Es una  revista científica internacional de revisión por pares que publica investigaciones originales y revisiones críticas sobre fitopatología de la región de Australasia. Es publicada por Springer Science+Business Media en colaboración con la Sociedad de Patología Vegetal australiana.
La revista comenzó en 1972 como APPS Newsletter. En 1978 pasó a llamarse APP Australasian Plant Pathology, y en 1984 adoptó su nombre actual. Hasta principios de 2007 se han producido 36 volúmenes, con seis números al año. Según Journal Citation Reports, en 2009 el factor de impacto es de 0.943.